# Josef Hagmann

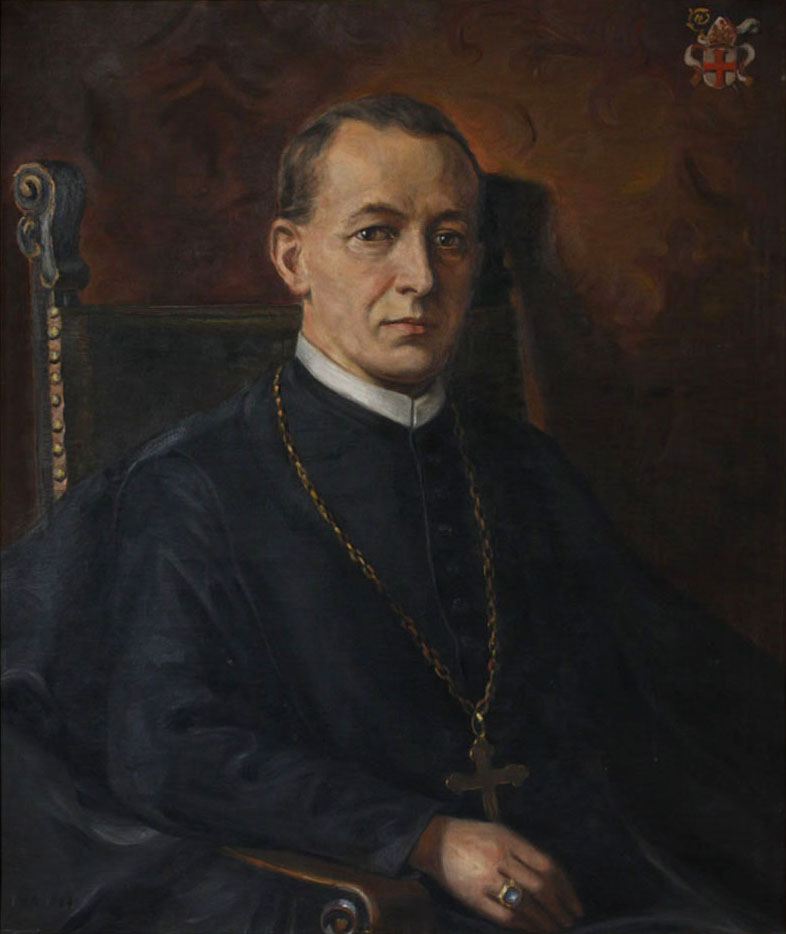
Abt Josef Hagmann, Ölgemälde von Fanny Inama von Sternegg

Josef Hagmann OSB (* 16. März 1871 in Mosnang, Kanton St. Gallen, als August Hagmann; † 4. August 1926 in Innsbruck) war ein Schweizer katholischer Geistlicher. Von 1915 bis zu seinem Tod war er Abt des Stiftes Fiecht in Tirol.

## Leben
Der Sohn einer wohlhabenden Bürgerfamilie besuchte die Stiftsschule Einsiedeln und das Kollegium St. Michael in Freiburg im Üechtland und studierte anschließend an der Universität Freiburg zunächst Philosophie, dann Theologie. Ab 1895 studierte er Theologie an der Universität Innsbruck und wurde am 26. Juli 1899 zum Priester geweiht. Im September desselben Jahres trat er in das Benediktinerstift St. Georgenberg-Fiecht ein und legte 1904 die feierlichen Ordensgelübde ab. Er wirkte als Lehrer im Knabenkonvikt des Stiftes und von 1904 bis 1912 als Kaplan in der Stiftspfarre Achental. Zusätzlich war er als Cellerar für die wirtschaftlichen Belange des Klosters zuständig. Nach dem Tod Albert Wildauers wurde er am 26. Mai 1915 zum Abt gewählt. 
Hagmanns Amtszeit war vom Ersten Weltkrieg und der wirtschaftlich schwierigen Nachkriegszeit geprägt. Während des Krieges stellte er die Räume der Klosterschule für ein Militär-Rekonvaleszentenheim zur Verfügung. 1919 sah er sich gezwungen, den Achensee mitsamt den Gasthöfen Fürstenhaus und Seehof und den Schiffen St. Josef, St. Benedikt und Stella Maris an die Stadt Innsbruck zu verkaufen. Insbesondere in den letzten Kriegsjahren förderte er die Herz-Jesu-Verehrung im Kloster. In seinen letzten Lebensjahren litt er an schweren Krankheiten. Er starb am 4. August 1926 im Sanatorium der Kreuzschwestern in Innsbruck an den Folgen einer Lungenentzündung. Am 7. August wurde er am Klosterfriedhof in Fiecht beigesetzt.